# Hemilepistus reductus
Hemilepistus reductus är en kräftdjursart som beskrevs av Borutzkii 1945. Hemilepistus reductus ingår i släktet Hemilepistus och familjen Trachelipodidae. Inga underarter finns listade i Catalogue of Life.